# Pittsburgh Pirates (Eishockey)
Die Pittsburgh Pirates (IPA: [ˈpɪtsbərɡ ˈpaɪrɪts]) waren ein professionelles Eishockeyteam aus Pittsburgh, Pennsylvania. Sie spielten von 1925 bis 1930 in der National Hockey League. Zur Saison 1930/31 zog man nach Philadelphia um und spielte dort noch ein Jahr als Philadelphia Quakers.

## Geschichte
Die NHL hatte in der Mitte der 1920er Jahre ein Auge auf Pittsburgh als potentiellen Standort für ein NHL Team geworfen. Die Pittsburgh Yellow Jackets spielten in der US Amateur Hockey Association und der Besitzer Roy Schooley musste das Team aus finanziellen Gründen verkaufen. Der neue Besitzer, James F. Callahan, benannte das Team nach einem Baseball Team in Pittsburgh Pirates um. Die US Amateur Hockey Association wurde aufgelöst und so bot man den Pirates einen Platz in der National Hockey League an. Mit den Boston Bruins hatte man ein Jahr zuvor das erste Team aus den Vereinigten Staaten aufgenommen und gemeinsam mit den Pirates traten in der Saison 1925/26 auch die New York Americans als drittes US-Team an.
In der ersten Saison konnte das Team überzeugen und belegte mit 19 Siegen aus 36 Spielen Platz 3. In den Playoffs scheiterte man dann jedoch an den Montreal Maroons. Nach einer guten ersten Spielzeit ging es jedoch bergab. Nur in der Saison 1927/28 erreichte man noch einmal die Playoffs, doch auch hier war in der ersten Runde Endstation. Diesmal waren die New York Rangers der Gegner.
Trotzdem gelang es den Pirates sich mit einigen Geschichten in den NHL Geschichtsbüchern zu verewigen. So war es beispielsweise Odie Cleghorn, der erste Trainer der Pirates der den fliegenden Wechsel praktizierte und somit das Eishockey revolutionierte. Außerdem spielte man mit drei Sturmreihen im regen Wechsel, während es bei den anderen Teams zu dieser Zeit üblich war, so lange als möglich seine Stars auf dem Eis zu lassen. Dem Verteidiger Lionel Conacher zahlte man für einen Vertrag über drei Jahre die Rekordsumme von 7.500 Dollar. In einem Spiel gegen die New York Americans am 26. Dezember 1926 schossen die Pirates 68-mal aufs gegnerische Tor. Zusammen mit den 73 Schüssen der Americans kam man auf 141 Torschüsse. Diese Marke wurde bis heute in keinem NHL-Spiel übertroffen. Die Torwartlegende Georges Vézina bestritt mit den Montréal Canadiens sein letztes Spiel gegen die Pirates. Er verließ krank das Eis und starb vier Monate später an Tuberkulose.
Finanzielle Probleme zwangen Callahan 1928 die Pirates zu verkaufen. Neuer Eigentümer wurde eine Gruppe um den Boxer Benny Leonard und Gangster Bill Dwyer. Nach einer enttäuschenden Saison 1929/30, in der man nur fünf Siege verzeichnen konnte und vor dem Hintergrund der einsetzenden Weltwirtschaftskrise versuchten die Besitzer durch Spielerverkäufe wieder Geld in die Kassen zu bringen. Das Team wurde nach Philadelphia abgegeben und spielte dort unter dem Namen Philadelphia Quakers. Es war geplant, das Team nach dem Bau eines neuen Stadions zurück nach Pittsburgh zu holen. Doch nach einer erbärmlichen Saison 1930/31 stellte man den Spielbetrieb ein. In den kommenden fünf Jahren gelang es nicht, eine taugliche Mannschaft zusammenbekommen und nachdem sich der Stadionbau in Pittsburgh zerschlagen hatte, verzichtete Leonard 1936 auf seine Franchise.

## Saisonstatistik
Abkürzungen: GP = Spiele, W = Siege, L = Niederlagen, T = Unentschieden, OTL = Niederlagen nach Overtime, SOL = Niederlagen nach Shootout, Pts = Punkte, GF = Erzielte Tore, GA = Gegentore, PIM = Strafminuten
| Saison  | GP  | W  | L   | T  | OTL | SOL | Pts | GF  | GA  | PIM  | Platz                 | Playoffs                                                                               |
| 1925/26 | 36  | 19 | 16  | 1  | —   | —   | 39  | 82  | 70  | 264  | 3., NHL               | Niederlage im Viertelfinale (Montreal)                                                 |
| 1926/27 | 44  | 15 | 26  | 3  | —   | —   | 33  | 79  | 108 | 230  | 4., American Division | nicht qualifiziert                                                                     |
| 1927/28 | 44  | 19 | 17  | 8  | —   | —   | 46  | 67  | 76  | 395  | 3., American Division | Niederlage im Viertelfinale (New York)                                                 |
| 1928/29 | 44  | 9  | 27  | 8  | —   | —   | 26  | 46  | 80  | 324  | 4., American Division | nicht qualifiziert                                                                     |
| 1929/30 | 44  | 5  | 36  | 3  | —   | —   | 13  | 102 | 185 | 384  | 5., American Division | nicht qualifiziert                                                                     |
| Gesamt  | 212 | 67 | 122 | 23 | —   | —   | 157 | 376 | 519 | 1597 |                       | 2 Playoff-Teilnahmen 2 Serien: 0 Siege, 2 Niederlagen 4 Spiele: 0 Siege, 3 Niederlagen |

## Mitglieder der Hockey Hall of Fame
- Lionel Conacher
- Frank Fredrickson
- Mickey MacKay
- Roy Worters